# Сновськ
Сновськ (у 1935–2016 — Щорс) — місто в Україні, адміністративний центр Сновської міської громади Корюківського  району Чернігівської області, на березі річки Снов. До 2020 року — адміністраційний центр ліквідованого Сновського району. Населення станом на 1 січня 2024 року — 10 546 осіб.

## Загальні відомості
Засноване у 1860-ті роки під первинною назвою Коржівка як робітниче селище під час будівництва Лібаво-Роменської залізниці. У 1924 році отримало статус міста. Населення у 1897 році налічувалось 2 200 мешканців, 1926 року — 6 850 (35,5 % становили українці, 35,3 % євреї, 16,0 % росіяни; станом на 1939 рік: 60, 36,4 % відповідно).
У Сновську розташовані підприємства для обслуговування залізничного транспорту, мебльова фабрика, а також розвинена харчова промисловість. У місті на залізничній станції Сновськ діє пункт контролю «Сновськ» на кордоні з Білоруссю.

## Історична довідка
Край веде свій літопис з далеких часів. Протягом декількох століть за право володіти Чернігово-Сіверщиною воювали між собою Литва, Польща, Московська держава. За століття свого існування у складі Чернігівщини, територія району входила до Городнянського та Сосницького повітів. Села відносились до Великощимельської, Новоборовицької, Староруднянської (Городнянського повіту) та Охрамієвицької і Синявської волостей (Сосницького повіту).

### Перший радянський період
7 березня 1923 року, після утворення УСРР, Президія ВУЦВК прийняла постанову «Про новий адміністративно-територіальний поділ Чернігівщини». В ході проведення реформи було виділено Сновський район і Сновська округа.
До Сновського району увійшли 18 навколишніх сіл, а до Сновської округи — територія 11 районів (Городнянський, Добрянський, Корюківський, Менський, Охрамієвицький, Синявський, Сновський, Сосницький, Тупичівський, Холминський, Чорнотицький). Сновська округа проіснувла до серпня 1925 року.
У березні 1923 року Сновськ як значний (за кількістю населення, станом розвитку промисловості, торгівлі) населений пункт був віднесений до категорії міст з населенням 7676 чоловік.
Виділення Сновська як міста, окружного і районного центру відіграло позитивну роль у розвитку нашого краю. У 1920-х роках в промисловості Сновська провідну роль відігравало локомотивне депо та залізнична станція, де працювала третина дорослого населення міста. Крім депо, у Сновську діяли 3 лісопильних заводи, майстерні протипожежного устаткування, торговельні підприємства. Всього — 37 державних і приватних підприємств. Житловий фонд міста становив 719 будинків. У селах району промисловість була представлена Петрівським винокурним заводом, Тихоновицьким лісозаводом, Новоборовицьким винокурним заводом.
У 1920-х роках у Сновську створюється перша народна лікарня на 35 ліжок (до цього обслуговуванням населення займався фельдшерсько-акушерський пункт). Працювали 3 лікарі та 17 медичних працівників.
У 1924 році із закладів освіти та культури у Сновську побудовані 3 школи: 2 трудових семирічних та 1 залізнична, 1 лікнеп, 1 школа фабзавучу, яка була створена для підготовки кваліфікованих кадрів робітників промислових підприємств, 1 бібліотека, 4 клуби, 2 театри. У кожному селі Сновської округи діяли неповні школи, а в Рогізках таких шкіл було 3. У Нових Боровичах діяла семирічна школа.
Впродовж 1930-х років продовжувалась подальша розбудова Сновська як міста і районного центру. Відкривалися нові промислові підприємства: обозоремонтний і шкіряний заводи, артіль «Червоний тартак», ділянка лісосплаву, МТС тощо.
За 15 років існування Сновська як самостійної адміністративної одиниці змін зазнала соціально-культурна галузь. Збільшилась кількість медичних закладів (діяла районна і залізнична лікарні, поліклініка, дитяча консультація, санепідемстанція, тубдиспансер). Медперсонал міста налічував уже 15 лікарів і 49 медпрацівників. Збільшення кількості середнього медперсоналу стало можливим завдяки відкриттю в місті у 1936 році школи медсестер. Крім того, 1935 року була відкрита залізнично-технічна школа, яка готувала паровозних машиністів, інших спеціалістів середньої ланки для роботи в депо, інших залізничних службах. Збільшилась кількість вчителів, які викладали в 3-х середніх школах до 81, а кількість учнів становила 1920. Місто нараховувало 9 бібліотек з фондом понад 20 тис. екземплярів. У 1939 році було відкрито музей.
У 1935 році Постановою ЦВК місто Сновськ перейменовано в місто Щорс, а Сновський район — у Щорський на честь Миколи Щорса. 

### Друга світова війна
Подальший розвиток міста і району був перерваний у 1941 році початком німецько-радянської війни. Район було окуповано в кінці серпня — на початку вересня 1941 року і відновлено радянську владу у вересні 1943. Під час окупації масові вбивства у міському парку здійснили угорські війська під командуванням генерала З. Алдя-Пап.
За два роки німецької окупації та чотири роки німецько-радянської війни Сновщина зазнала тяжких втрат та матеріальних збитків. 9959 чоловік воювали на фронтах, 4874 з них — загинуло. У Німеччину на примусові роботи вивезено 3429 жителів, за період окупації розстріляно 6596 чоловік мирного населення. Загалом вартість нанесених збитків району становила 476 млн крб. 

### Другий радянський період
Одразу після відновлення радянської влади 27 вересня 1943 року міськвиконком ухвалив рішення про мобілізацію всіх ресурсів для відбудови. Протягом 1943-44 років у місті було відновлено роботу всіх життєзабезпечуючих підприємств: пекарні, водонапірної башти, електростанції, школи. Через місяць після «звільнення» відкрився рух через станцію Сновська.
У 1950—1980 років чимало робіт здійснювалось з благоустрою міста та сіл району. Сновськ поступово перетворився на ошатне поліське містечко, славне своїми людьми та досягненнями. У грудні 1961 року відкрилася музична школа.

### Доба незалежності
6 березня 1992 року до складу Сновська приєднано село Носівка.
27 вересня 2016 року, в ході децентралізації, утворена Сновська міська громада.
17 липня 2020 року, в результаті адміністративно-територіальної реформи та ліквідації Сновського району, місто увійшло до складу Корюківського району.

### Російсько-українська війна
Під час російського вторгнення в Україну Сновськ був тимчасово окупований російськими загарбниками. 25 березня 2022 року окупанти взяли у полон міського голову через принципову позицію і відмову йти на співпрацю з ними. 28 березня 2022 року Сновськ звільнений від російських окупантів, а 3 квітня 2022 року міського голову звільнено із російського полону.

## Населення

### Національний склад
Розподіл населення за національністю за даними перепису 2001 року:
| Національність  | Відсоток |
| --------------- | -------- |
| українці        | 91.79%   |
| росіяни         | 6.49%    |
| білоруси        | 1.11%    |
| євреї           | 0.22%    |
| поляки          | 0.09%    |
| інші/не вказали | 0.30%    |

### Мовний склад
Розподіл населення за рідною мовою за даними перепису 2001 року:
| Мова            | Кількість | Відсоток |
| --------------- | --------- | -------- |
| українська      | 9517      | 78.03%   |
| російська       | 2644      | 21.69%   |
| білоруська      | 25        | 0.20%    |
| вірменська      | 4         | 0.03%    |
| польська        | 2         | 0.02%    |
| інші/не вказали | 4         | 0.03%    |
| Усього          | 12196     | 100%     |

## Відомі особи
- Бубенко Роман Васильович (1979—2023) — головний сержант Збройних сил України, учасник російсько-української війни, Герой України (2024, посмертно).

У Сновську народилися:
- Ададуров Іван Євграфович — хімік, доктор технічних наук, професор.
- Брижинський Дмитро Володимирович — полковник Збройних сил України, учасник російсько-української війни, в період повномасштабного російського вторгнення на Чернігівщину (у лютому-березні 2022 року) керував обороною міста Чернігів, вмілими діями не допустив захоплення міста.
- Рахлін Натан Григорович (1906—1979) — український диригент.
- Россол Олег Анатолійович (нар. 1986) — український спортсмен, майстер спорту міжнародного класу України з вільної боротьби, срібний призер юніорського чемпіонату Європи з боротьби 2006 року та срібний призер юніорського чемпіонату світу з боротьби 2006 року, тренер відділення вільної боротьби Корюківської ДЮСШ.
- Слісаренко Ігор Юрійович — український журналіст і телеведучий.
- Сергієнко Ігор Володимирович (1984—2014) — солдат, кулеметник стрілецької роти 41-го окремого мотопіхотного батальйону Збройних сил України, учасник російсько-української війни.
- Щорс Микола Олександрович (1895—1919) — радянський військовий діяч періоду радянсько-української війни (1917—1921).

## Місто-партнер
- Бориспіль, Україна (2024)[9]

## Галерея

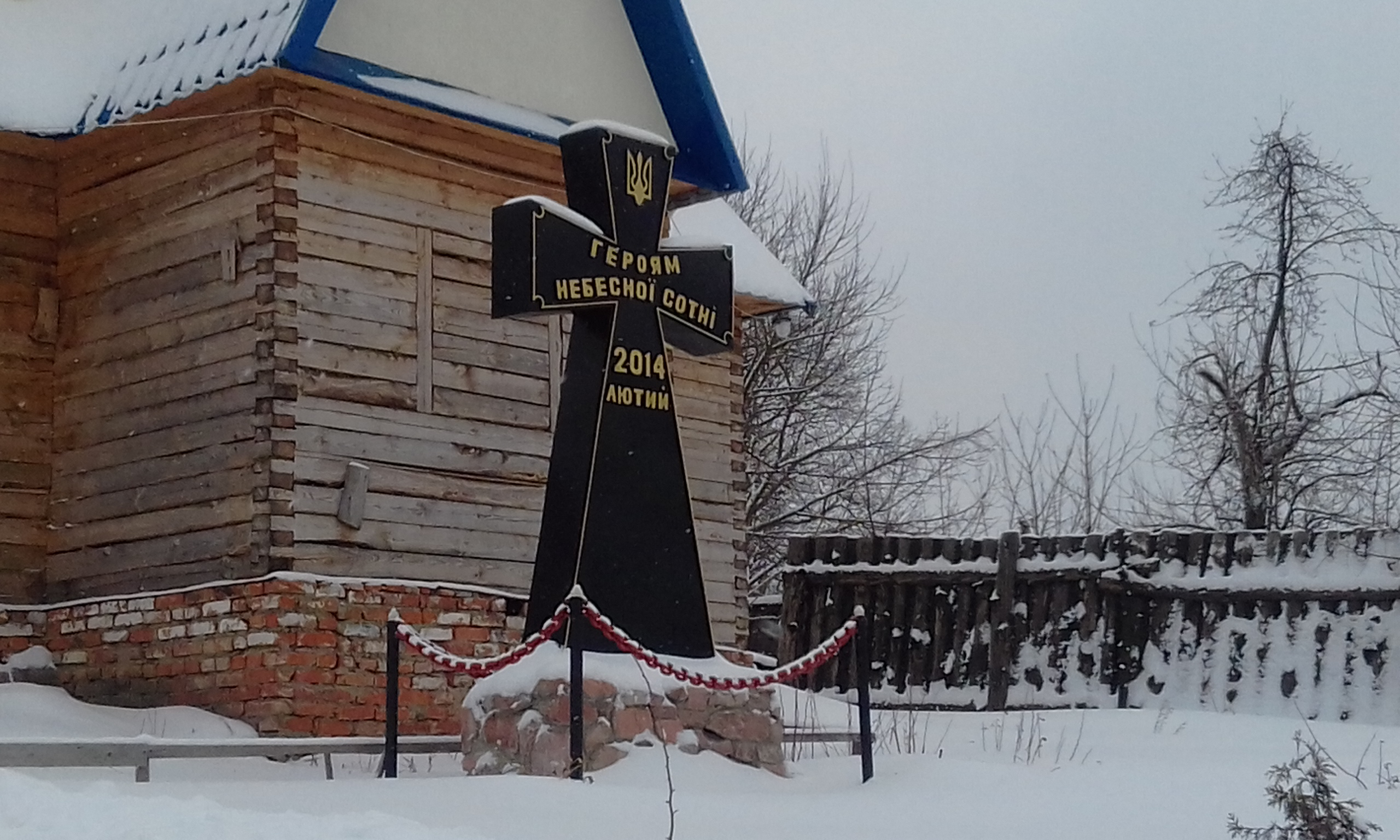
Пам'ятник героям Небесної Сотні
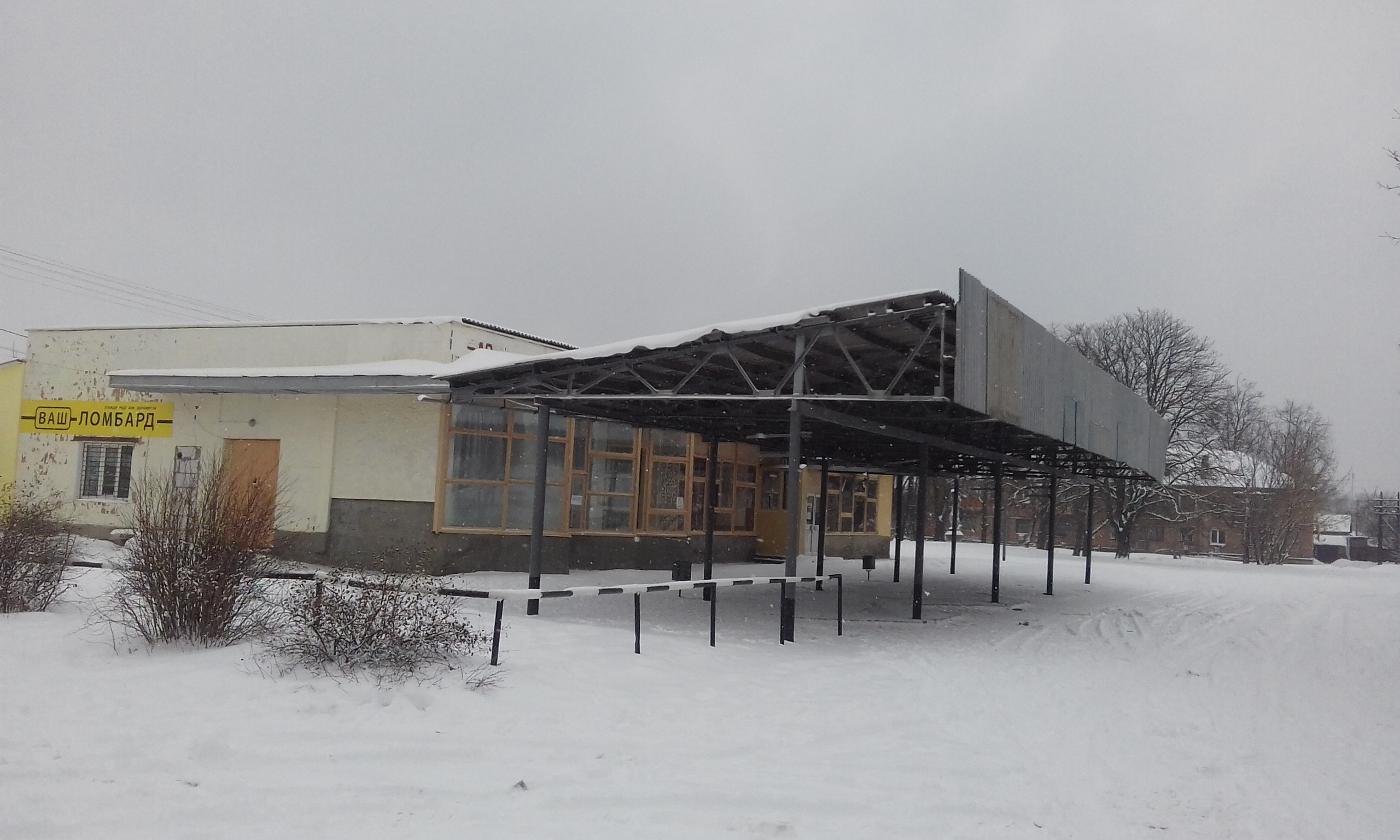
Автостанція Сновська
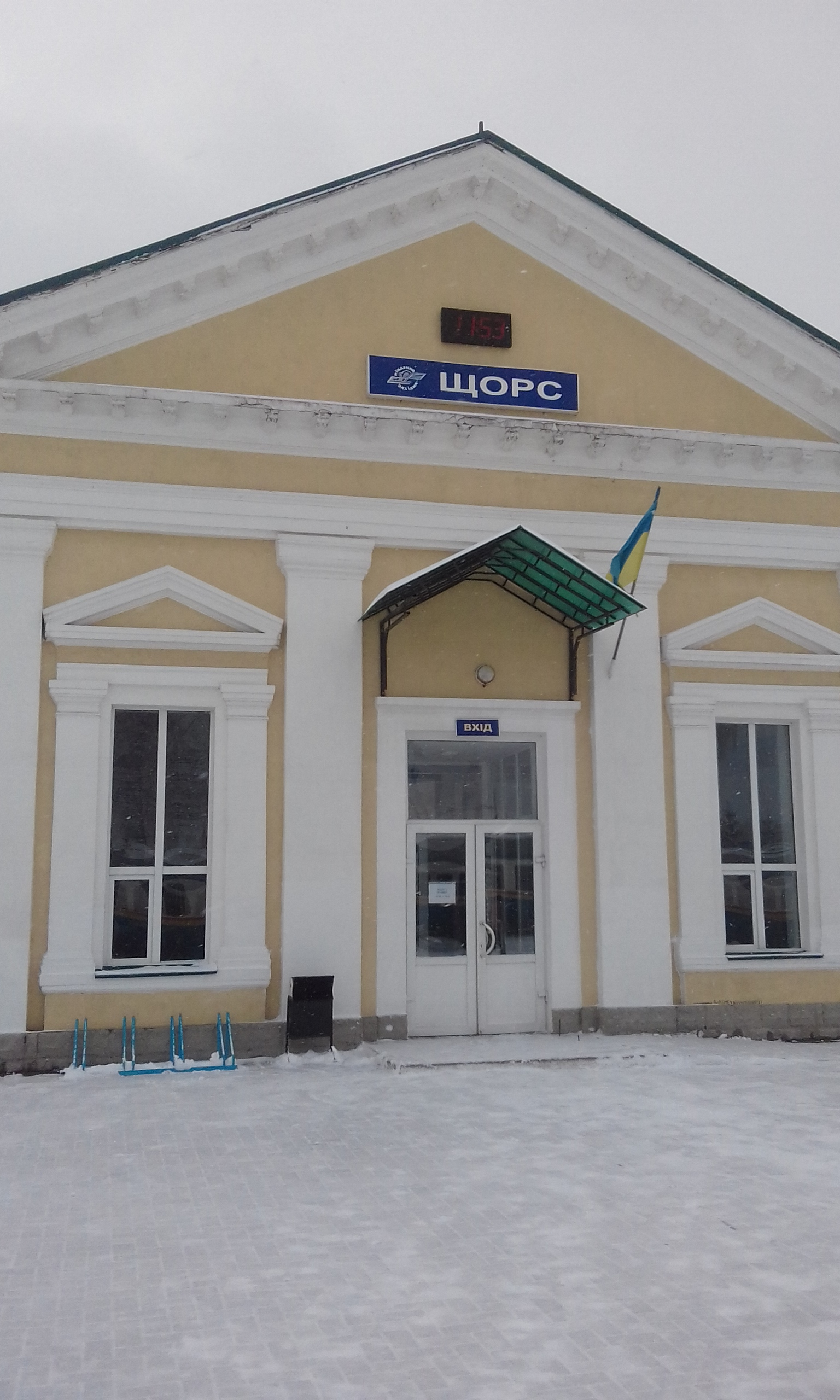
Вокзал станції Сновськ
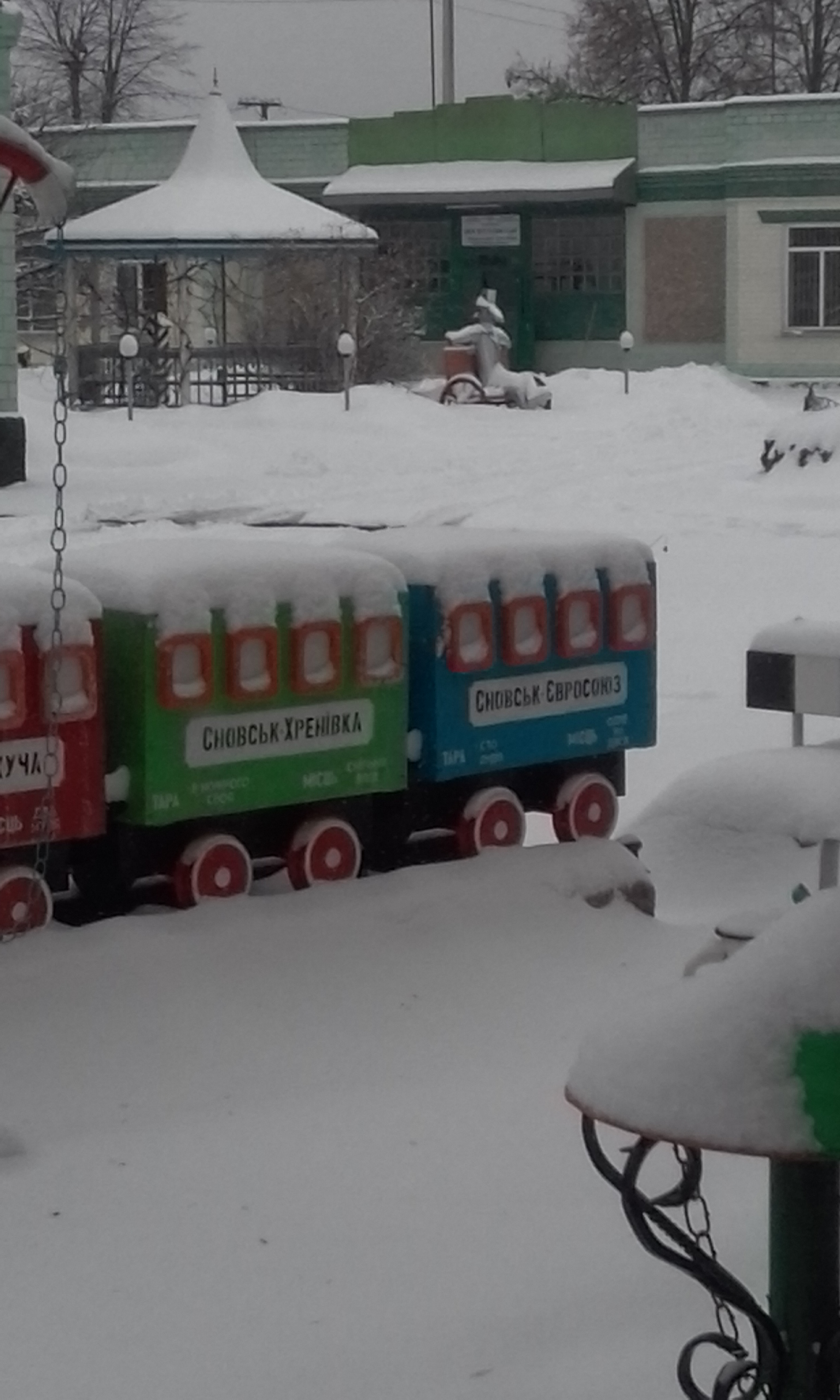
Поїзд Сновськ — ЄС у локомотивному депо
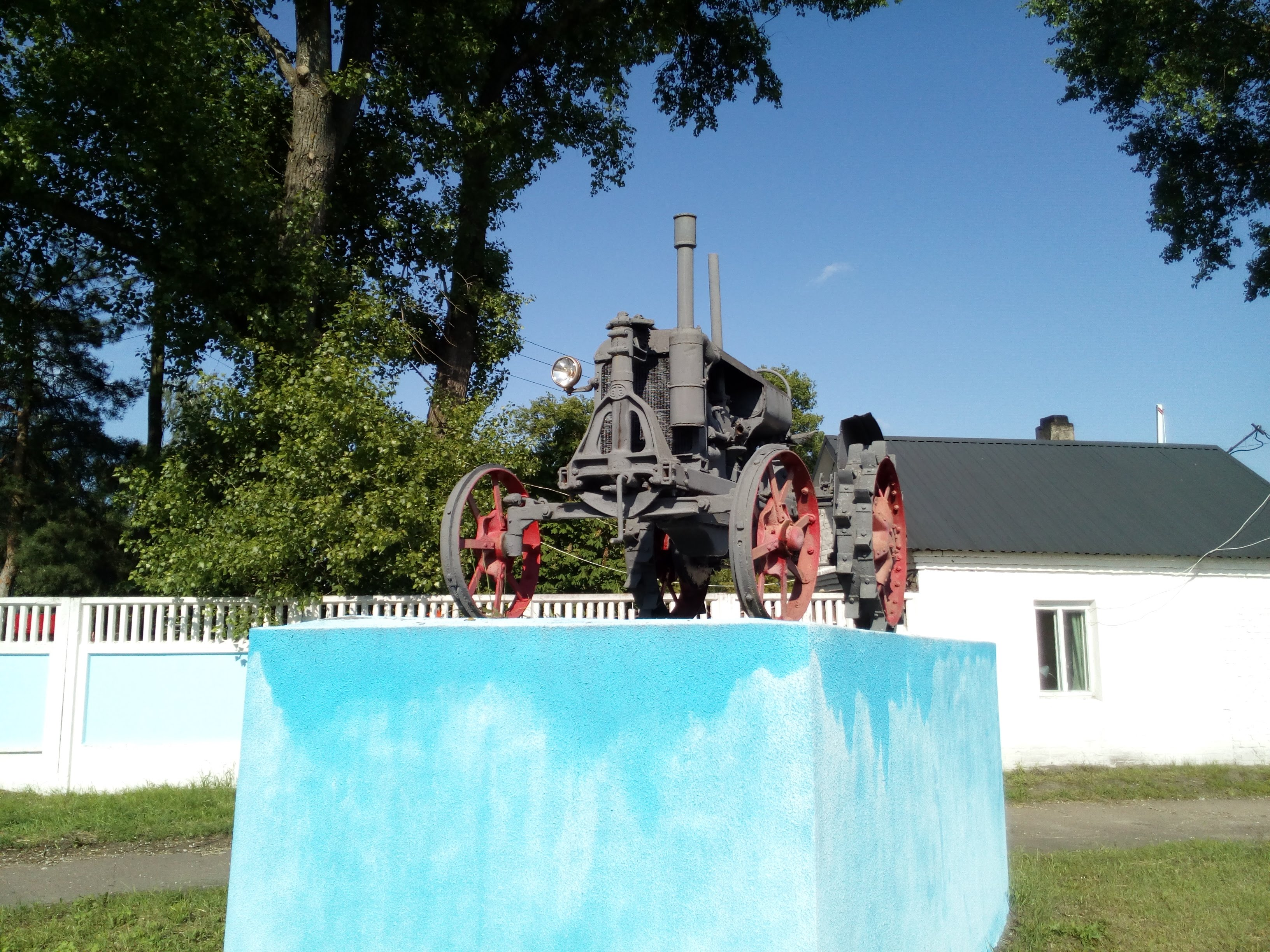
Трактор «Універсал» на території сільгосптехніки (вул. 30 років Перемоги, 37)